# Jedlina-Zdrój
Jedlina-Zdrój là một thị trấn thuộc huyện Wałbrzyski, tỉnh Dolnośląskie ở miền tây nam Ba Lan. Thị trấn có diện tích 17 km². Đến ngày 1 tháng 1 năm 2011, dân số của thị trấn là 5057 người và mật độ 290 người/km².